# Сфордија
Сфордија (грч. Σφοδρίας) је био спартански хармост из 4. века п. н. е. Један је од учесника Беотијског рата.

## Биографија
Након неуспешног похода на Беотију, Сфордија и Фебида 382. п. н. е. прелазе границу Атике са намером да се освајањем Атине искупе за свој неуспех. Сфордија је брзим маршом кренуо ка Пиреју. Сазнавши за опасност, атински грађани се наоружаше и припремише за одбрану. Сфордија је морао да одустане. Ова акција послужила је Атињанима као повод за раскид мира са Спартом, формирање Другог атинског поморског савеза и придруживање Беотији и Халкидичком савезу у Беотијском рату. 
Сфордија је погинуо у бици код Леуктре 371. п. н. е.